# Stobo Kirk
Stobo Kirk est une ancienne église de l’Église d'Écosse dont l'existence remonterait au VIe siècle

## Histoire

### Origine
Une église existait probablement sur le site de l'actuelle Stobo Kirk dès le VIe siècle. Saint Kentigern, également connu sous le nom de saint Mungo, a fondé de nombreuses églises à l'époque et était archevêque de l'ancien royaume de Strathclyde et Stobo est considéré comme l'une de ses fondations.
Stobo était à l'origine la « plebania  » ou église mère, avec des chapelles ou églises subordonnées à Dawyck, Drumelzier , Kingledoors , Tweedsmuir , Broughton , Glenholm  et  Lyne .

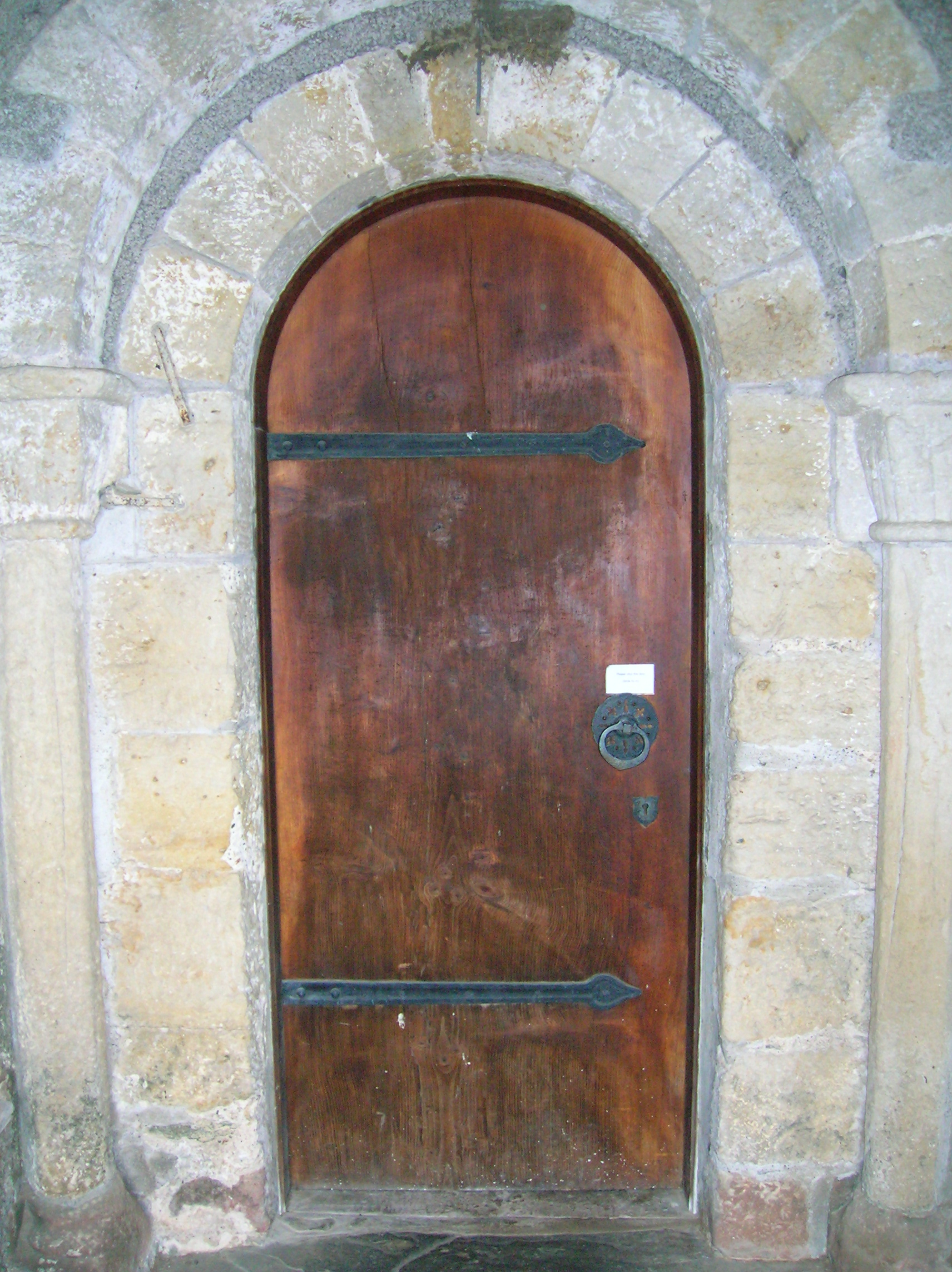
Le Cèdre du Liban sur la porte d'entrée
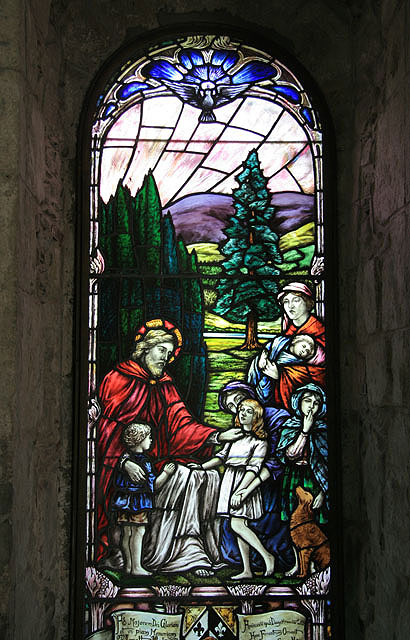
Jésus-Christ bénissant les enfants surl'un des vitraux de Stobo Kirk

### Époque médiévale
Une nouvelle église, l'ancêtre de l'édifice actuel, a été construite au XIIe siècle, mais au cours des XVe et XVIe siècles, le peuple écossais commençait à se lasser de la domination de Rome. L'église devenait riche mais le peuple était toujours pauvre et de nombreuses voix parlaient de réformer l'église en Écosse
. Les habitants de Stobo n'étaient pas différents et lorsque leur chanoine, Adam Colquhoun , fut remplacé par l'un de ses deux fils, cela contribua à alimenter le désir d'une église réformée.

### Après la Réforme
Stobo, qui faisait partie de la paroisse de Stobo dans le archidiocèse de Glasgow jusqu'à la Réforme protestante, semble avoir conservé une grande partie du bâtiment original du XIIe siècle, y compris les fenêtres, la nef et le chœur, contrairement à de nombreuses autres églises catholiques romaines qui ont été détruites après l'avènement de la religion réformée . La tour a été surélevée au-dessus du premier étage au XVIe siècle, et une nouvelle restauration majeure a été effectuée en 1863 par John Lessels, un éminent architecte du XIXe siècle. D'autres travaux de restauration majeurs ont été effectués en 1929.

## Légende
La « pierre d'autel » de Stobo Kirk sur laquelle Merlin a été converti au christianisme
La légende veut que saint Kentigern ait converti Myrddin Wyllt (Merlin Sylvestris) ou Merlin (le magicien associé au roi Arthur) au christianisme et l'ait baptisé sur un rocher près de Drumelzier. Merlin s'était réfugié dans la forêt après la défaite et la mort de  Gwenddoleu à la  bataille d'Arderydd, près d'Arthuret, en 573. Il existe à cet endroit un grand rocher connu sous le nom de « pierre de l'autel » et un vitrail à Stobo Kirk commémore l'événement.

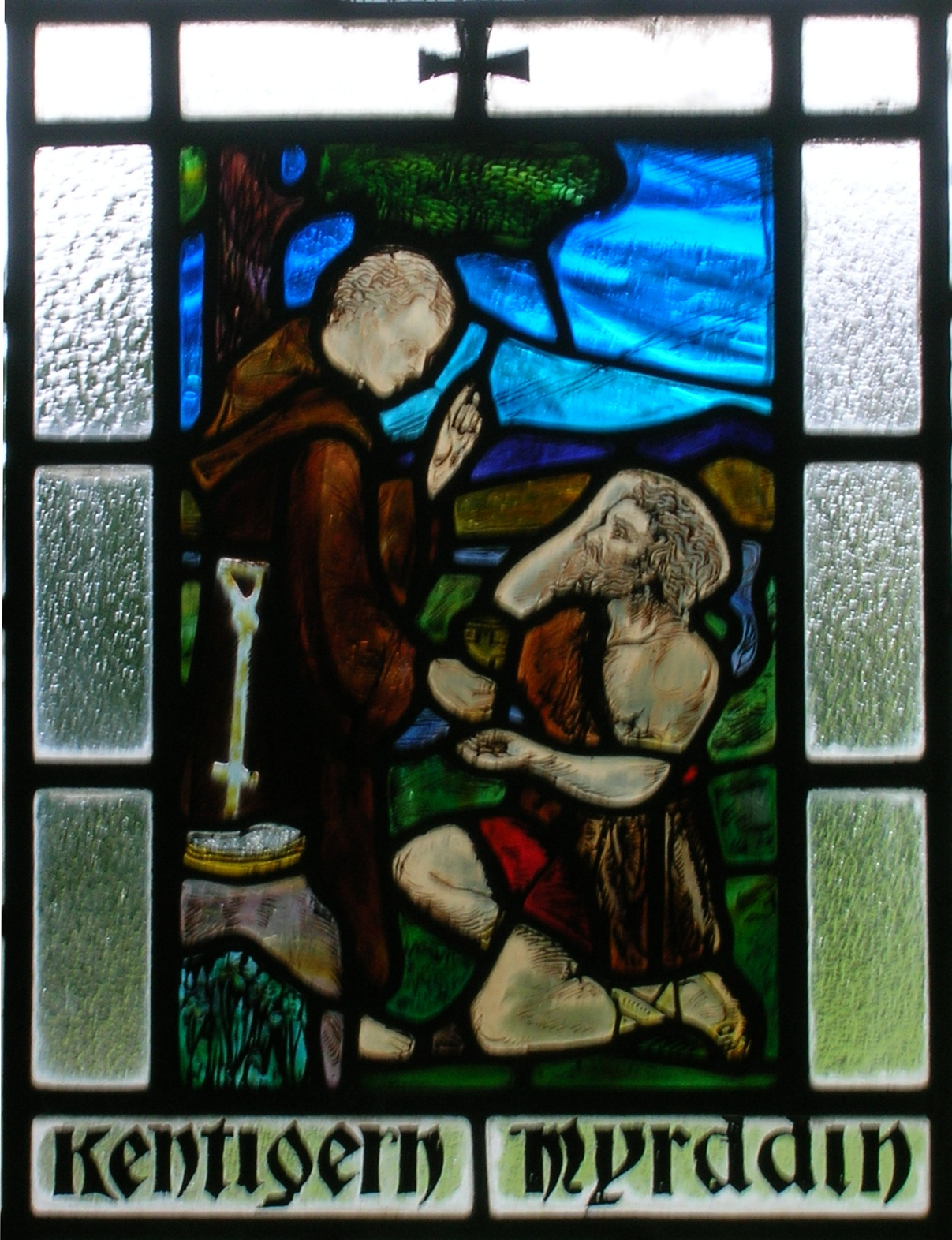
Merlin Sylvestris (Merlin Wyllt) converti au christianisme par Saint Kentigern
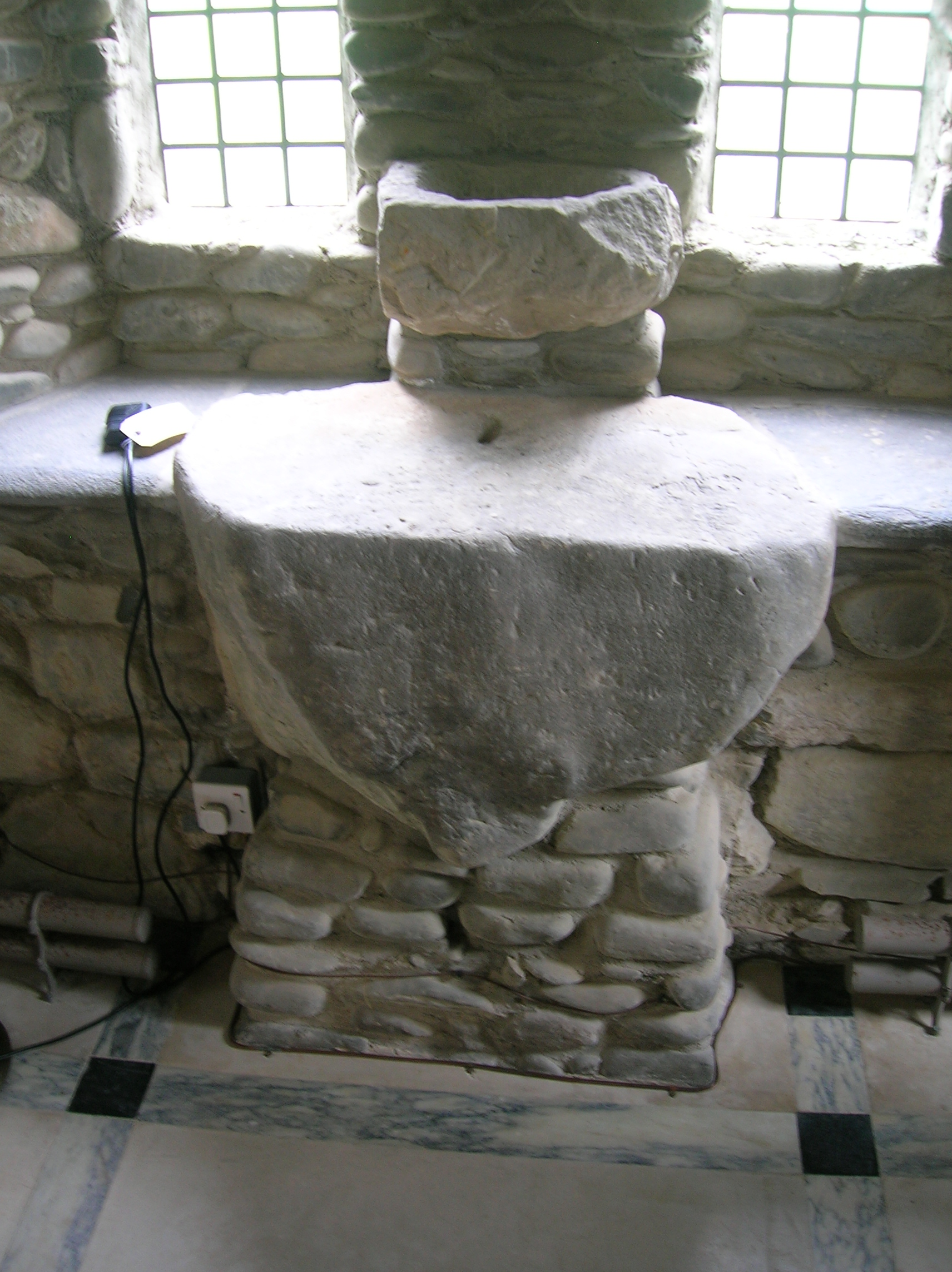
La « pierre d'autel » de Stobo Kirk sur laquelle Merlin a été converti au christianisme

## Description

### Porche

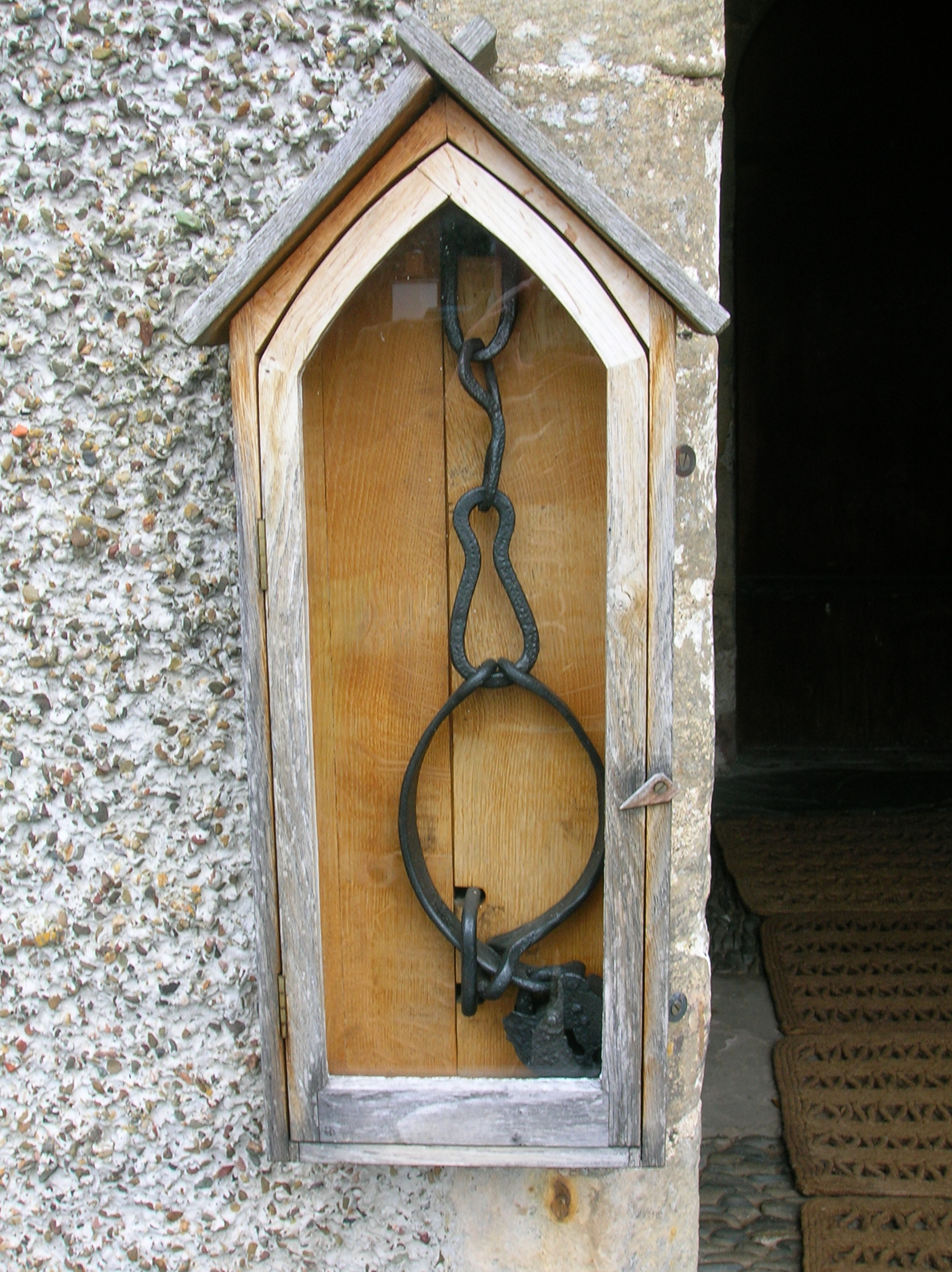
Les Jougs sur le mur du porche

Le porche a été ajouté à la fin du XVe et XVIe siècles et est remarquable pour les rainures dans le chambranle gauche de la porte, créées par les élèves qui taillaient leurs crayons d'ardoise avant la classe et peut-être par la taille des pointes de flèches avant l'entraînement hebdomadaire au tir à l'arc après l'église, qui est devenu obligatoire après le désastre de la bataille de Flodden. L'entrée normande du XIIe siècle dans la nef a une porte faite d'une seule planche de bois de cèdre provenant du domaine voisin de Dawyck. À l'entrée extérieure sont suspendus les anciens Jougs utilisés pour punir les membres récalcitrants de la paroisse jusqu'au XVIIIe siècle.

### Nef
Une croix celtique abîmée a été trouvée dans la maçonnerie pendant la restauration et une reconstruction a été placée dans la nef. La peinture rouge sur la maçonnerie rappelle le caractère original des églises d'avant la Réforme, qui étaient peintes de couleurs vives.

### Chapelle de la nef nord
Reconstruite dans un style rappelant le  mouvement Arts and Crafts, dans la croyance erronée qu'il s'agissait de l'emplacement de la chapelle Saint Kentigern, la structure incorpore une pierre dressée dans le mur. Il s'agit probablement d'un chantry ou d'une nef mortuaire du XVe siècle. La dalle funéraire de Robert Vesey, datant du XIVe siècle, ainsi que celles d'un meunier local et d'un chevalier en armure sont conservées dans la nef. La pierre d'autel pourrait être liée à la conversion de Merlin Sylvestris par saint Kentigern (Mungo).

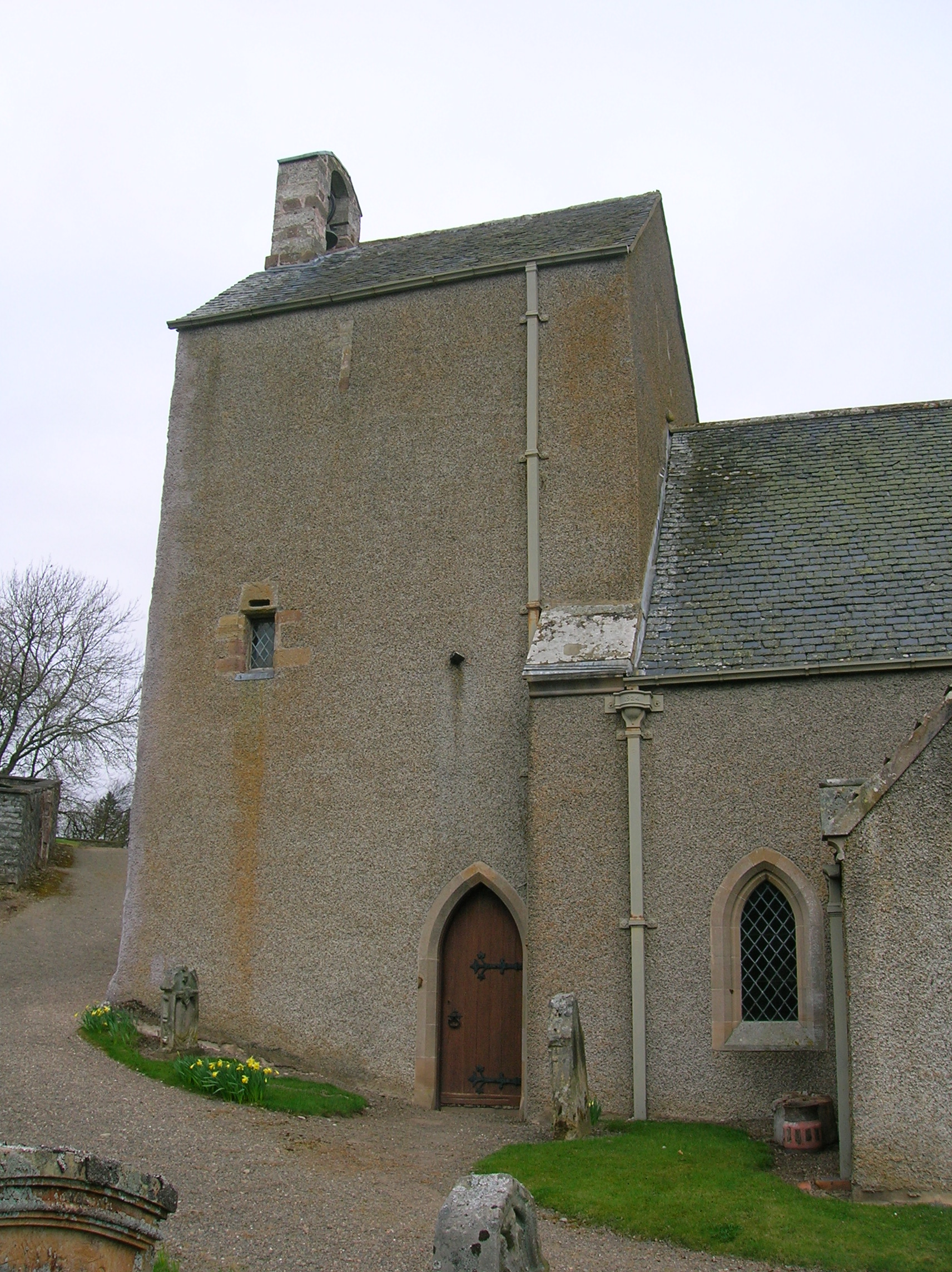
La tour de l'église
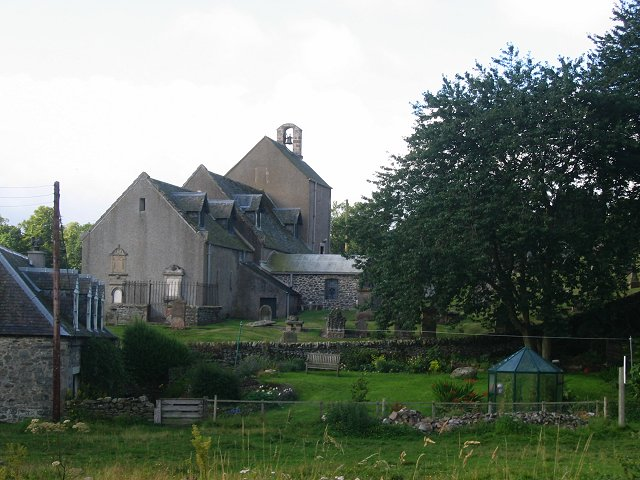
Stobo Kirk vue du nord-nord-est (maisons et jardins au premier plan)

### Tour
La tour pourrait être du XIIe siècle, mais elle a été reconstruite à plusieurs reprises. Elle donnait accès au « Laird's Loft » et contient désormais une salle de réunion ainsi que la sacristie. Des fenêtres obturées datant probablement du XVIe siècle sont présentes.

### Lampes suspendues en laiton
La famille Balfour de Stobo Castle a offert des lampes suspendues en laiton à l'église. L'une d'entre elles a été identifiée comme ayant été fabriquée à Nuremberg par Hans Muller entre 1693 et 1701. Les autres sont des copies ou ont été fabriquées par d'autres artisans de Nuremberg.

## «Stobo Kirk» de James McIntosh Patrick
Le kirk est le sujet de peintures du paysagiste écossais du XXe siècle James McIntosh Patrick (1907-98), dont le  Stobo Kirk (1936) conservé au City Art Centre d'Édimbourg.